# Liste der Biografien/Piw
Liste der Biografien |
Portal Biografien |
Personensuche
# |
A |
B |
C |
D |
E |
F |
G |
H |
I |
J |
K |
L |
M |
N |
O |
P |
Q |
R |
S |
T |
U |
V |
W |
X |
Y |
Z |
?
 
Pa |
Pc |
Pe |
Pf |
Ph |
Pi |
Pj |
Pk |
Pl |
Pm |
Pn |
Po |
Pr |
Ps |
Pt |
Pu |
Pv |
Pw |
Py
 
Pia |
Pib |
Pic |
Pid |
Pie |
Pif |
Pig |
Pih |
Pii |
Pij |
Pik |
Pil |
Pim |
Pin |
Pio |
Pip |
Piq |
Pir |
Pis |
Pit |
Piu |
Piv |
Piw |
Pix |
Piy |
Piz
Die Liste der Biografien führt alle Personen auf, die in der deutschsprachigen Wikipedia einen Artikel haben. Dieses ist eine Teilliste mit 29 Einträgen von Personen, deren Namen mit den Buchstaben „Piw“ beginnt.

## Piw

### Piwa
- Piwarz, Christian (* 1975), deutscher Politiker (CDU), MdLChristian Piwarz (* 1975)

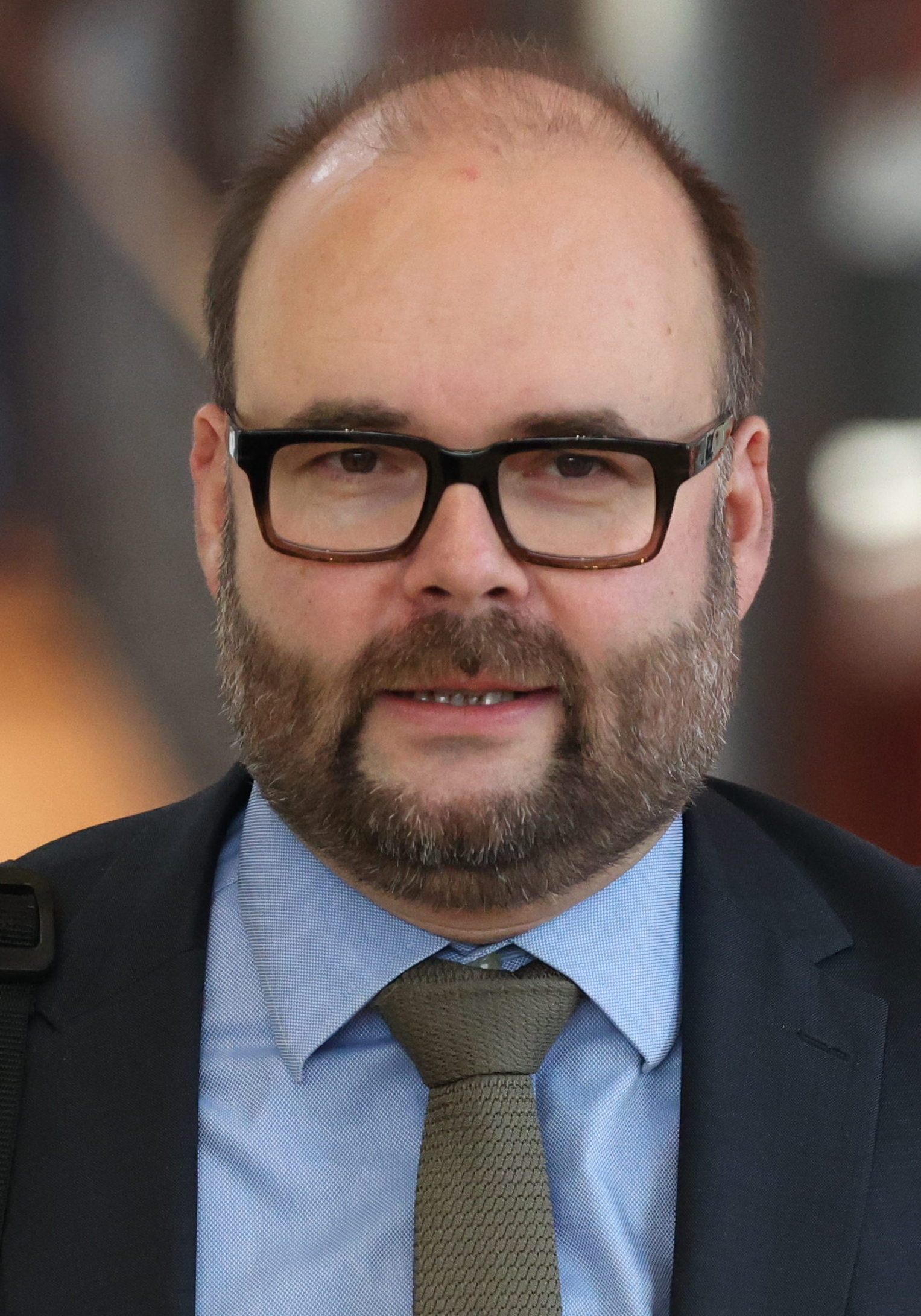
Christian Piwarz (* 1975)

### Piwe
- Piwek, Rainer (* 1965), deutscher Schauspieler
- Piwernetz, Heidrun (* 1962), deutsche Juristin, Präsidentin des Bayerischen Obersten Rechnungshofs
- Piwernetz, Nils (* 2000), deutscher Fußballspieler

### Piwi
- Piwinger, Manfred (* 1936), deutscher Kommunikationsmanager, -berater und -wissenschaftler
- Piwinski, Anton (* 1934), deutscher Physiker
- Piwitt, Hermann Peter (* 1935), deutscher Schriftsteller

### Piwk
- Piwko, Benjamin (* 1980), deutscher Kampfkunst-Meister und Schauspieler
- Piwko, Paweł (* 1982), polnischer Handballspieler

### Piwn
- Piwnica-Worms, Helen (* 1957), US-amerikanische Zellbiologin und Strahlenbiologin
- Piwnicka, Urszula (* 1983), polnische Speerwerferin

### Piwo
- Piwon, Monika (* 1940), deutsche Politikerin (SPD), MdHB
- Piwowarczyk, Darius J. (* 1958), polnischer Ethnologe
- Piwowarczyk, Marek (* 1976), polnischer Philosoph und Hochschullehrer
- Piwowarow, Artem (* 1991), ukrainischer Singer-Songwriter
- Piwowarow, Dmitri Igorewitsch (* 2000), russischer Fußballspieler
- Piwowarow, Juri Sergejewitsch (* 1950), russischer Historiker und Politikwissenschaftler
- Piwowarowa, Anastassija Olegowna (* 1990), russische Tennisspielerin
- Piwowarowa, Sascha (* 1985), russisches Fotomodell
- Piwowarska, Agnieszka (* 1978), polnische Schauspielerin und Autorin
- Piwowarski, Michael (* 1948), deutscher Fußballspieler und -trainer
- Piwowarsky, Eugen (1891–1953), deutscher Werkstoffwissenschaftler
- Piwowarsky, Jürgen (1933–2019), deutscher Richter
- Piwowoński, Jan (1924–1998), polnischer Schifffahrtshistoriker
- Piwowski, Marek (* 1935), polnischer Regisseur

### Piwt
- Piwtorak, Hryhorij (* 1935), ukrainischer Linguist und Philologe
- Piwtschenko, Artur (* 1991), ukrainischer Billardspieler

### Piwz
- Piwzakin, Nikita Wassiljewitsch (* 1991), russischer Eishockeyspieler
- Piwzow, Wassili (* 1975), kasachischer Höhenbergsteiger